# HEAG Holding – Beteiligungsmanagement der Wissenschaftsstadt Darmstadt
Die HEAG Holding AG – Beteiligungsmanagement der Wissenschaftsstadt Darmstadt, kurz: HEAG, ist die Holding und Führungsgesellschaft des HEAG-Konzerns mit Sitz in Darmstadt. Die Stadt Darmstadt hat in diesem Konzern einen Großteil ihrer wirtschaftlichen Aktivitäten in privatrechtlicher Organisationsform gebündelt. Die HEAG Holding leistet zudem das Beteiligungsmanagement der Stadt Darmstadt.

## Aufgaben
Die HEAG Holding ist die Führungsgesellschaft des HEAG-Konzerns und damit die Muttergesellschaft der ENTEGA AG, der HEAG mobilo, der bauverein AG, HEAG Versicherungsservice GmbH, HEAG book-n-drive Carsharing GmbH, System-tec Service GmbH und der HEAG Kulturfreunde Darmstadt.
Zugleich ist die HEAG seit 2008 für das Beteiligungsmanagement der Stadt Darmstadt verantwortlich. Dieses umfasst 113 Beteiligungen (Stand: 2020) in acht Geschäftsfeldern: Energie & Wasser, Immobilien, Mobilität, Gesundheit & Soziales, Kultur und Freizeit, Telekommunikation & IT, Entsorgung & Abwasser und Beteiligungsmanagement. Die HEAG ist der zentrale und maßgebliche Berater der Stadt Darmstadt in allen wirtschaftlichen Angelegenheiten der Stadtwirtschaft und stellt den Mittelpunkt einer Netzwerkorganisation dar, die sich auf Kommunikation und enge Zusammenarbeit zwischen den Beteiligungen sowie weitergehende Optimierung der Darmstädter Stadtwirtschaft konzentriert.

## Geschichte

### Die ersten 70 Jahre

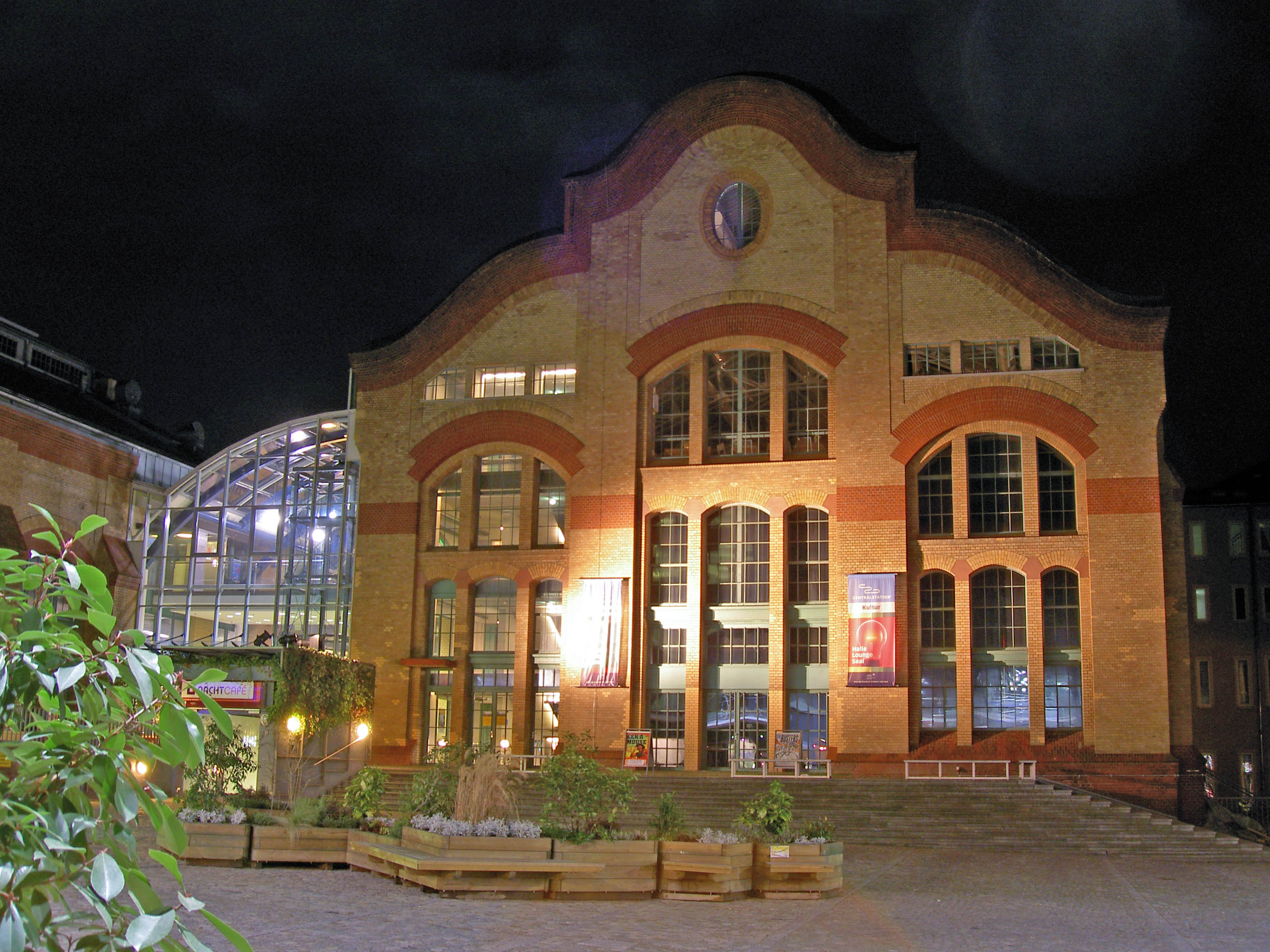
Ehemalige „Centralstation für elektrische Beleuchtung“ in Darmstadt

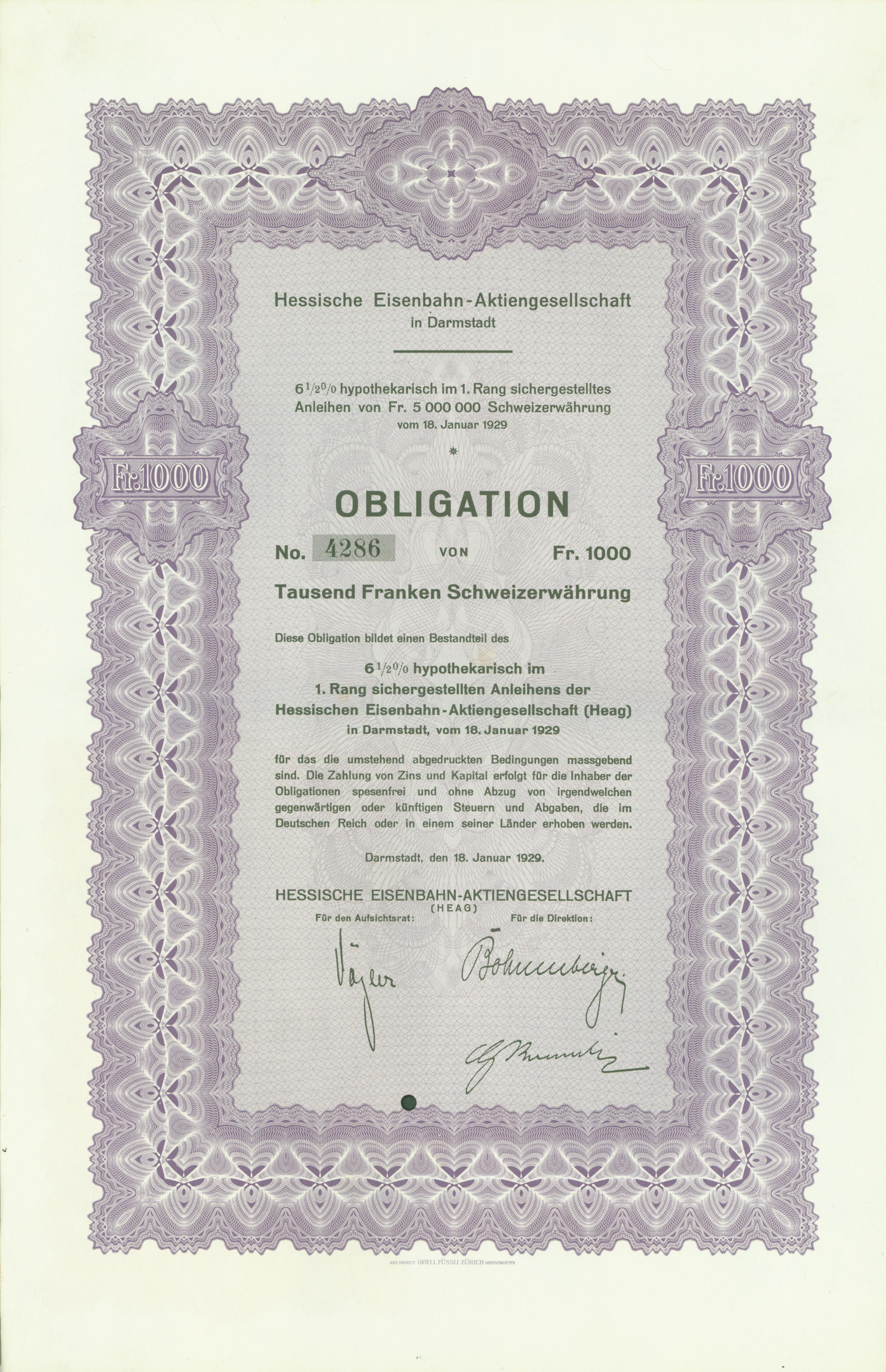
Obligation der Hessischen Eisenbahn-AG vom 18. Januar 1929

Am 15. April 1912 wurde die HEAG als Hessische Eisenbahn-Aktiengesellschaft gegründet. Sie vereinte in sich die beiden konkurrierenden Straßenbahnen – die elektrische Straßenbahn, die sich im Besitz der Stadt Darmstadt befand und die Dampfstraßenbahn der Süddeutschen Eisenbahn-Gesellschaft mit einer Strecke von insgesamt 30 km. Die Stadt Darmstadt gab auch ihr 1888 fertiggestelltes Elektrizitätswerk in die Hände der neuen Gesellschaft.
Aktionäre waren die Stadt Darmstadt, die 2000 Aktien mit einem Wert von 1000 Mark und damit die Hälfte des Grundkapitals hielt, die Süddeutsche Eisenbahn-Gesellschaft (1958 Aktien) und die Provinz Starkenburg (40 Aktien). Der Großindustrielle Hugo Stinnes und der Beigeordnete der Stadt Essen Walter Bucerius erhielten jeweils eine Aktie.
Die HEAG forcierte von Beginn an den Ausbau des Elektrizitätsnetzes in Darmstadt und der Region Starkenburg. Die Leistung der Erzeugungskapazitäten, die 1888 mit ca. 75 kWh begonnen hatte, lag 1912 schon bei 2,7 Millionen und stieg auf 6,6 Millionen im Geschäftsjahr 1914/15. Ende März 1914 versorgte die HEAG bereits 76.000 Lampen und 1760 Motoren mit Strom.
Die veraltete Centralstation wurde 1915 wegen des hohen Kohlenverbrauchs stillgelegt. Kessel, Schornstein und Dampfmaschinen wurden abgebrochen und das Kesselhaus zukünftig als Werkstatt, das Maschinenhaus als Schaltwarte und Umformerstation genutzt.
1912 verfügte der Verkehrsbereich der HEAG über die elektrische Straßenbahn mit drei Linien und 42 Fahrzeugen; außerdem über drei Dampfbahnlinien mit 8 Lokomotiven und 43 Wagen.
Im Zuge der Inflation stieg der Preis für den billigsten Fahrschein von 10 Pfennig 1914 auf über 70 Pfennig (1920) bis auf über 200 Milliarden Reichsmark Ende November 1923. Die Fahrgastzahlen sanken, der Straßenbahnverkehr wurde unrentabel, so dass bis 1923 abgesehen von den Linien 1,2 und 3 alle Linien stillgelegt wurden. Erst 1924 stabilisierten sich die Preise wieder und sanken auf 15–35 Pfennig.
1922 wurde der Betrieb der Dampfstraßenbahnen eingestellt, 1927 die erste Omnibuslinie in Betrieb genommen und seit 1936 fährt die Straßenbahn bis nach Jugenheim. Ende 1938 umfasste das Verkehrsnetz 42 km Straßenbahn- und 25 km Omnibuslinien.
Die HEAG versorgte 1927 bereits 267 Ortschaften mit insgesamt 320.300 Einwohnern mit Strom. Die Hessische Eisenbahn-Aktiengesellschaft wurde 1941 in Hessische Elektrizitäts-Aktiengesellschaft umfirmiert.
Stromabgabe und Ausbau des Verkehrsnetzes stiegen nach Ende des Zweiten Weltkrieges rasant an. Mitte der 50er Jahre fuhren auf knapp 180 km sieben Straßenbahn-, elf Omnibus- und drei O-Bus-Linien. 1946 wurden 31 Millionen Fahrgäste befördert, 1947 waren es 37,8 Millionen. Statistisch nutze also jeder Darmstädter die Straßenbahn oder den Bus bei 340 Fahrten im Jahr. In diesen Nachkriegsjahren arbeitete die Nahverkehrssparte der HEAG letztmals profitabel – der zunehmende Individualverkehr führte zu einem Einbruch der Fahrgastzahlen, die 1967 mit ca. 21 Millionen einen Tiefstand erreichten.
Die Sozialleistungen der HEAG standen seit ihren Anfängen in einem guten Ruf. Bereits 1912 gab es eine Betriebskrankenkasse, die als Heag BKK auch heute noch existiert. Von Anfang an konnten die Angestellten nicht nur sich, sondern auch ihre Familienmitglieder versichern. Das war in der Zeit vor dem Ersten Weltkrieg eine seltene Ausnahme.

### Gründungen und Übernahmen
Das Unternehmen begann Ende der 1980er/Anfang der 1990er Jahre mit dem Ausbau der Geschäftsfelder und Änderungen in der Unternehmensstruktur. Gemeinsam mit der Südhessischen Gas und Wasser AG gründete sie 1989 die Entsorgungs-AG (EAG). Damit begann ein von Firmengründungen geprägtes Jahrzehnt.
Der Verkehrsbetrieb wurde 1990 in eine eigene Gesellschaft, die HEAG Verkehrs-GmbH ausgegliedert. Zwei Jahre später wurden alle Aktivitäten im Bereich Energie in der HEAG Versorgungs-AG gebündelt. 1996 wurde die Tochter HEAG MediaNet gegründet.
Große Veränderungen in den Sparten Energie und Verkehr fanden 1998 statt: Das Jugenheimer Omnibusunternehmen Bergsträßer Reisebüro Glück & Seitz wurde übernommen, wodurch die HEAG eine zweite Verkehrstochter bekam; außerdem entstanden die Bereiche Netze und Vertrieb. Schließlich wurde im darauf folgenden Jahr gemeinsam von der HEAG Versorgungs-AG und der Stadtwerke Mainz die Vertriebstochter Entega gegründet; 2001 gründeten Entega und die Stadtwerke München den Energiehändler Citiworks.
1999 gründete die HEAG das Tochterunternehmen HEAG NaturPur. Das Unternehmen bietet Ökostrom aus Sonne, Wind, Wasser und Biomasse sowie aus Kraft-Wärme-Kopplungsanlagen.
Im Jahr 2000 gliederte die Stadt Darmstadt ihre Tochterunternehmen (Hessische Elektrizitäts-AG und Südhessische Gas und Wasser AG) unter die neu gegründete Holding Hessen Darmstadt(HEDAG). Die HEAG Versorgungs-AG erwarb 2001 den Rohr- und Anlagenbauer Nohl Darmstadt.
Im Jahr 2003 fusionierten die HEAG Versorgungs-AG und die Südhessische Gas und Wasser AG zur HEAG Südhessische Energie (HSE). Außerdem verschmolz die HEDAG auf die Hessische Elektrizitäts-AG und wurde 2004 in HEAG umfirmiert.
Das Verkehrsunternehmen Glück & Seitz verschmolz mit der HEAG Verkehrs-GmbH zur HEAG mobilo GmbH.
Am 1. Juli 2005 beschloss der Magistrat der Stadt Darmstadt die Bauverein in die HEAG zu integrieren und damit alle wesentlichen wirtschaftlichen Aktivitäten der Wissenschaftsstadt Darmstadt zu bündeln. In diesem Zuge wurden die Geschäftssparten der „alten“ HEAG, Energie, Verkehr, Telekommunikation, Entsorgung, Anlagenbau, IT und Immobilien, in eigenständige Unternehmen überführt. Es entstanden fünf Spartengesellschaften, die nun fast alle Bereiche der kommunalen Daseinsvorsorge abdecken.
2008 wurde der Konzernholding das Beteiligungsmanagement der Wissenschaftsstadt Darmstadt übertragen, was sich auch im Namen der Konzernmutter niederschlug: HEAG Holding AG – Beteiligungsmanagement der Wissenschaftsstadt Darmstadt (HEAG). In diesem Zuge wurde der Vorstand verkleinert. Seit 2008 leiten Klaus-Michael Ahrend und Markus Hoschek das Unternehmen.

## Geschäftsbereiche

### Energie
Die Konzerntochter ENTEGA AG ist der wichtigste eigenständige Dienstleister für Energie, Wasser und Versorgung in Südhessen. Der größte Teilkonzern innerhalb des HEAG-Konzerns liefert täglich nahezu einer Million Menschen in privaten Haushalten, Industrie, Gewerbe und öffentlichen Einrichtungen die Energie.

### Immobilien
Die Konzerntochter bauverein AG ist der größte Immobiliendienstleister Südhessens. In Besitz und Verwaltung der bauverein AG befinden sich rund 17.000 Wohnungen in Darmstadt und Südhessen. Darüber hinaus vermietet und verwaltet sie Gewerbeimmobilien.

### Mobilität
Die Konzerntochter HEAG mobilo ist einer der größten ÖPNV-Dienstleister in Südhessen. Sie betreibt Straßenbahn- und Buslinien in Darmstadt sowie einige Regionalbuslinien in den Landkreisen Darmstadt-Dieburg und Bergstraße.

### Beteiligungsmanagement
Die Stadt Darmstadt hat der HEAG 2008 das Management ihrer rund 150 Beteiligungen an Unternehmen, Eigenbetrieben und Zweckverbänden übertragen. Damit ist die HEAG auch die Führungsgesellschaft der Darmstädter Stadtwirtschaft. Als Mittlerin und Beraterin fördert sie den Dialog zwischen städtischer Führung, Politik, Beteiligungen sowie privaten und kommunalen Partnern. Dabei sind Beschlüsse der Stadt und übergeordnete Vorgaben zu berücksichtigen.

## Konzernstruktur

Logo bauverein AG

Die Anteile an der HEAG halten zu 94,99 % die Stadt Darmstadt und zu 5,01 % die Sparkasse Darmstadt.
Die HEAG ist an folgenden Unternehmen beteiligt:
- Entega: 93,23 %
- Bauverein AG: 85,42 %
- HEAG mobilo: 74,0 %
- HEAG Versicherungsservice GmbH: 80,00 %
- HEAG book-n-drive Carsharing GmbH 50 %
- System-tec Service GmbH 49,9 %
- HEAG Kulturfreunde Darmstadt gemeinnützige GmbH: 100 %

## Zahlen des HEAG-Konzerns
- Bilanzsumme: 2.883 Mio. Euro
- Umsatzerlöse: 1.950 Mio. Euro
- Zahl der Beschäftigten: 2.943

(Stand: 2018)